# Aspire Tower
O Aspire Tower ou Doha Sport City é uma estrutura de 318 metros localizada no complexo de Sports City em Doha, Catar. Desenhada pelo arquiteto Hadi Simaan, , o Aspire Tower serviu como local para os 15º Jogos Asiáticos sediados pelo Catar em dezembro de 2006. O Aspire Tower é atualmente a maior estrutura de Doha, mas espera-se que seja ultrapassado pelo Dubai Towers e pelo Barwa Tower.
A torre foi o símbolo do Jogos Asiáticos de 2006 fez par com o principal estádio, o Khalifa International Stadium. A torre abrigou a chama olímpica durante os jogos e bateu o recorde de mais alta pira olímpica, que era visível fora de Doha durante o período dos jogos. O design empregou concreto no núcleo assim como na base. O restante da estrutura são vigas de aço que saem do núcleo de concreto. O exterior do edifício é coberto por uma malha de aço, durante os Jogos Asiáticos, foi festivamente iluminado por lasers. Uma das mais interessantes características da torre é a transmissão de vídeos na superfície do edifício em uma seção de 8 metros da torre; isso foi feito com o uso de Color Kinetics, uma tecnologia que permite gerar imagens projetadas.
Enquanto o exterior da torre já está pronto, espera-se que o interior seja concluído em agosto de 2007. Após a conclusão o Aspire Tower incluirá um hotel 5 estrelas com salão de baile, salas de banquete, centro de conferências, um restaurante na base, ginásio, espaço para franquias, salões, museu dos esportes, 5 suítes presidenciais, e no topo do edifício, um restaurante, bar e posto de observação fornecendo vistas panorâmicas de Doha.